# Acantharachne milloti
Espèce
Acantharachne milloti est une espèce d'araignées aranéomorphes de la famille des Araneidae.

## Distribution
Cette espèce est endémique de Madagascar.

## Étymologie
Cette espèce est nommée en l'honneur de Jacques Millot.

## Publication originale
- Emerit, 2000 : Contribution à l'étude des aranéides de Madagascar et des Comores: la sous-famille des Cyrtarachninae (Araneae, Araneidae). Revue Arachnologique, vol. 13, no 11, p. 145-162.